# 诺章·洛桑坚赞
诺章·洛桑坚赞（藏語：ནོར་བྲང་བློ་བཟང་རྒྱལ་མཚན།，威利转写：nor brang blo bzang rgyal mtshan，1884年？—1961年？），又译丹青巴·次多，汉文名王乐阶，一名王罗坚，通称洛江大喇嘛，藏族，籍贯不详，中华民国及中华人民共和国政治人物，扎什伦布寺大喇嘛。

## 生平
王乐阶原为九世班禅的仲译钦莫（一说为孜仲）。1923年11月，随九世班禅出走中国内地。后来曾任班禅行辕秘书处处长。1948年5月当选蒙藏委员会委员。
中华人民共和国成立后，王乐阶归附十世班禅。1954年，出任班禅堪布会议厅行政委员会副主任。1959年，王乐阶出任第三届全国政协委员。
曾任西藏自治区筹备委员会委员、扎什伦布寺大喇嘛。王乐阶病逝于日喀则，享年77岁。
1961年1月15日，西藏政协在拉萨为他举行追悼大会。